# 셰리프 파라그
셰리프 파라그(Sherif Farrag, 1987년 4월 11일 ~)는 이집트의 플뢰레 펜싱 선수이다. 그는 2012년 하계 올림픽의 남자 플뢰레 단체전에서 교체요원으로 출전하였다. 그는 영국과의 16강전에서 3바우트부터 아나스 모스타파를 대신하여 출전하였다. 그러나, 이집트는 영국에 33-45로 패해 탈락하였다.